# Boulengerula fischeri
Boulengerula fischeri é um anfíbio gimnofiono da família Caeciliidae endémica do Ruanda. A espécie era apenas conhecida por um único exemplar desde a sua descoberta em 1987 e até 2011, quando 20 novos exemplares foram recolhidos perto da Floresta Cyamundongo, no sudoeste do Ruanda.
Presume-se que seja uma espécie subterrânea, tal como outras espécies do género Boulengerula.